# Činč
Činč je beogradski bend koji su 2001. osnovali Đorđe Ilić i Luka Stanisavljević koji su par godina pre toga svirali zajedno pod imenom Čudan Šimijev Bend. Grupi se kasnije priključuju Irena Vanić (2003) i Srđan Stojanović (2004). Činč odlikuju čudni tekstovi, sofisticirane melodije i osobeno scensko ponašanje. Uz naziv grupe često stoji i apozicija ugledni beogradski bend. Grupa često nastupa u kulturnim centrima, bibliotekama, galerijama, radio stanicama i u beogradskoj Botaničkoj bašti. Činč je sarađivao i svirao s umetnicima, performerima i multimedijalnim umetnicima kao što su Jošio Mačida (町田 良夫 Yoshio Machida), Marko Brecelj (eks-Buldožer), Saša Marković Mikrob, strip-radionica „Šlic“, Ilegalni poslastičari i drugi.

## Istorija
- U intervjuu za Amorfon koji je u junu 2004. dao Luka Stanisavljević kaže da su on i Đorđe Ilić zajedno svirali deset godina. Počeli su u pank bendu Benzin, da bi prešli na neku vrstu mančesterskog stila sa tragovima novog američkog roka. Na početku su imali i bubnjara ali ih je on napustio. Umesto da traže drugog, počeli su da sviraju svoje pesme u akustičnom stilu. Kako im se novi zvuk dopao, Đorđe je prešao na akustičnu gitaru, a Luka je počeo da vežba pravljenje žičanih aranžmana. Nakon toga počeli su da prave koncerte na tihim mestima kao što su biblioteke.

Irena Vanić je Luku i Đorđa već poznavala preko Horkestra, gde su zajedno pevali. Godine 2002. pozvali su je da gostuje u bendu, a kako im se njeno pevanje dopalo, od 2003. postaje stalni i pretežno glavni vokal. Irena je upoznala violinistu Srđana Stojanovića s ostatkom benda, kome se priključio 2004. godine.

## Diskografija
Albumi:
- Osečev sjaj — prvo izdanje Škart, Beograd, 2001, reizdanje Amorfon, Tokio, 2004.
- Ponašanje — objavila kuća Templum, Skopje, 2003, reizdanje Listen Loudest, Zagreb, 2007.
- — objavio Amorfon, Tokio, 2006.
- Kalendář (nezavisno veb izdanje, cincplug.com http://cincplug.com2011)

Učešće na kompilacijama:
- — objavio Amorfon, Tokio, 2004
- 11. bombardiranje Njujorka— objavio Listen Loudest, Zagreb, 2007.
- Šta treba maloj deci — objavio Kornet, Beograd, 2007.

## Članovi benda
- Luka Stanisavljević — bas, gitara, glas, matrice
- Đorđe Ilić — gitara, glas, perkusije
- Irena Vanić — glas
- Srđan Stojanović — violina, perkusije, glas

## Spoljašnje veze
- — Zvaničan vebsajt
- — MySpace audio prezentacija
- — MySpace video prezentacija